# Antonio Calvi
Pour les articles homonymes, voir Calvi (homonymie).
Antonio Calvi (né en 1341 à Rome, capitale des États pontificaux, et mort dans la même ville le 2 octobre 1411) est un cardinal italien du XVe siècle.

## Biographie
Antonio Calvi est sindico des officiers du sénat, avocat consistorial et chanoine de la basilique Saint-Pierre.
Il est nommé évêque d'Imola en 1390 et est transféré à Todi en 1395.
Il est créé cardinal par le pape Innocent VII lors du consistoire de 12 juin 1405. Il quitte l'obédience de Rome et rejoint l'obédience de Pise, où il fait des efforts pour restaurer l'unité de l'Église. Calvi est archiprêtre de la basilique Saint-Pierre à partir de 1408.
Le cardinal Calvi participe au conclave de 1406, lors duquel Grégoire XII est élu pape et à ceux de 1409 (élection de l'antipape Alexandre V) et de 1410 (élection de l'antipape Jean XXIII.